# Гангліон (гігрома)

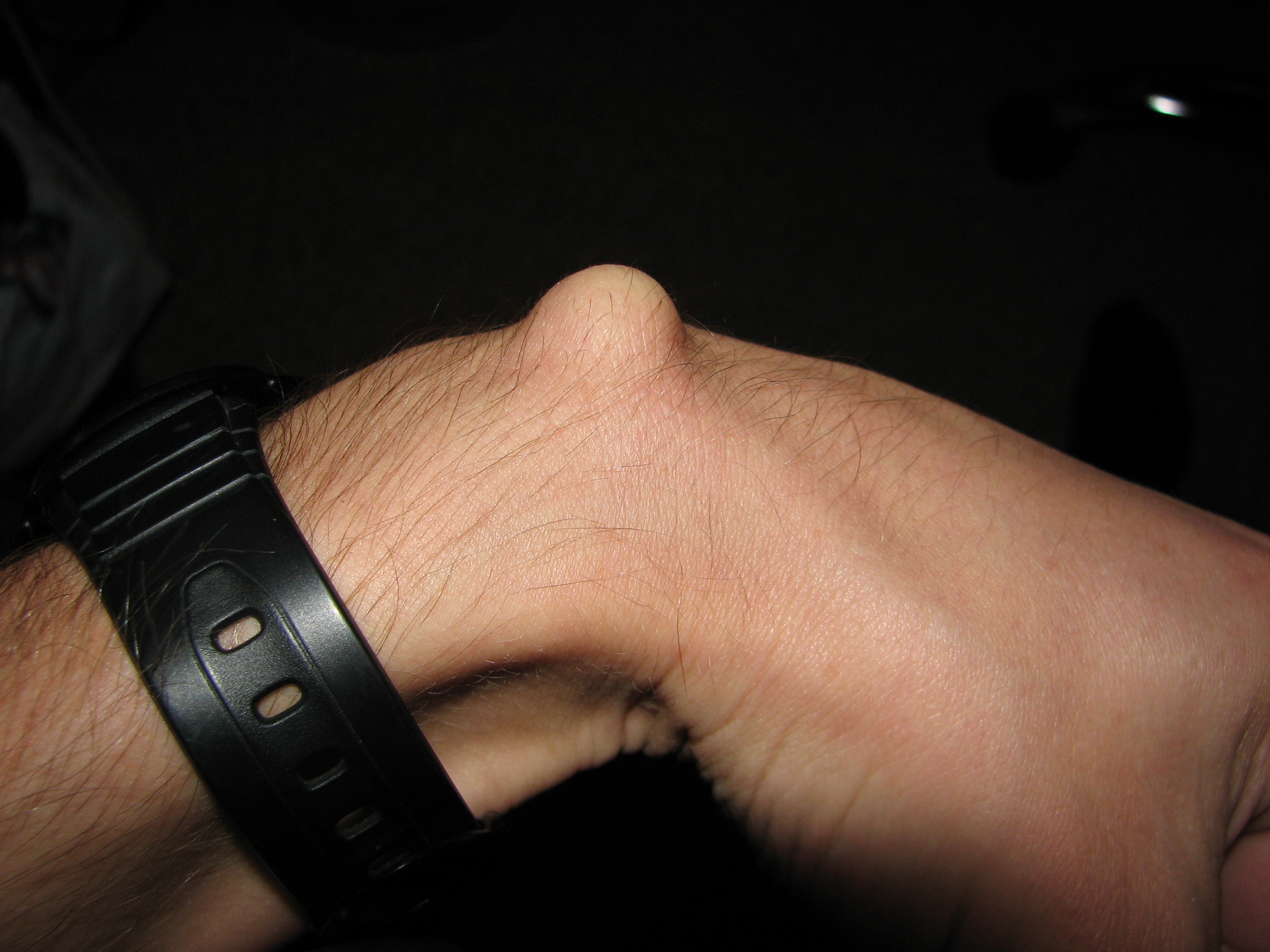
Гангліон на задній частині зап'ястя

Гангліон (гігрома; також ганглій) — це одиноке або множинне доброякісне новоутворення суглобової капсули, або поверхневої оболонки сухожильної піхви (гігрома сухожильної піхви), що заповнене синовіальною рідиною.
В залежності від локалізації та консистенції вони можуть бути:
- м'якими
- еластичними
- твердими

## Причини
Причина виникнення здебільшого невідома. У більшості випадків причина гігроми - запалення синовіальних піхв навколо суглоба (бурсит) і запалення внутрішньої (синовіальної) оболонки м'язового сухожилля (тендовагініт). Існує зв'язок між розвитком гігроми та повторної травматизації, або постійного високого навантаження на суглоб і/або сухожилля. 

## Виникнення
Гангліон — це звичайна доброякісна пухлина на розгинальній або згинальній поверхні зап'ястя, або на суглобах пальців (кільцеві ганглії). Гангліон рідше виникає на стопі (задній частині стопи) або в ділянці коліна, в деяких випадках також в області ліктя або плеча.
У жінок гігроми спостерігаються приблизно в 3 рази частіше ніж у чоловіків. Найчастіше хворіють молоді особи від 20 до 30 років.

## Симптоми
Гангліон може викликати біль або обмежувати рухливість в ділянці суглобу або сухожилкової піхви. Він проявляється у вигляді щільно еластичного випинання суглобової капсули, або сухожильної піхви, наповненої в'язкою рідиною (міцин). Дуже великі гігроми можуть здавлювати нерви і судини, що призводить до локальної болючості, порушення, чутливості та оніміння дистально розташованої частини кінцівки. Після активних навантажень гігрома може трохи збільшуватись, після чого знову зменшуватись. Можливий, як повільний та практично непомітний ріст, так і швидке збільшення. Зазвичай розмір пухлини не перевищує 3 см.

## Діагноз

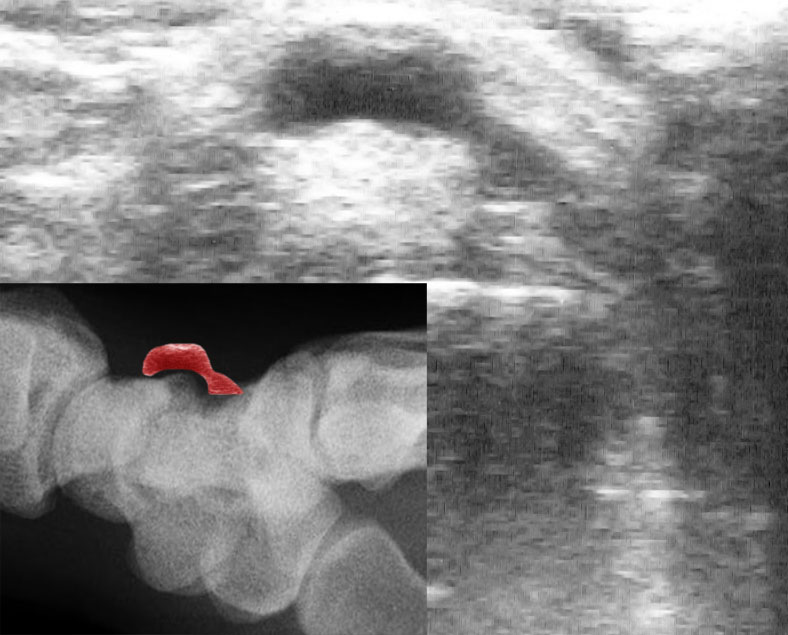
Сонографія (ультразвукове зображення) кистьового ганглія - на маленькому зображенні: рентгенівське зображення із скопійованим у нього гангліоном (червоний)

Гангліон зазвичай може бути діагностований за його місцезнаходженням, або формою. Шкіра може бути зміщена, є зв’язок із суглобовою капсулою, або сухожильними піхвами. Однак, оскільки і інші зміни також можуть викликати подібну картину, потрібно зробити підтвердження діагнозу. Це здійснюється за допомогою: 
- аспіраційної голкової біопсії гангліону,
- сонографії суглобу (УЗД)
- рентгенівського знімку ( для диференційної діагностики, бо на звичайному рентген. знімку ганглій не видно).

## Лікування
Перш за все, у безсимптомних, або малосимптомних випадках, уражена область може бути знерухомлена, внаслідок чого ганглій часто регресує, але іноді появляється при надмірному навантаженні. Також бувають випадки, що гігрома може тріснути (наприклад при ударі) і більше не з'явитися.
Видалення показано у випадках, коли вона спричиняє біль, дискомфорт, заважає при рухах та в косметичному відношенні.
Найбільш ефективний метод лікування — хірургічний (повністю висікається капсула). В деяких випадках операцію можна проводити ендоскопічно.

## Див.також
- Екзостоз
- Остеофіт